# Molarna koncentracija
Molarna koncentracija (tudi molarnost in množinska koncentracija) je merilo koncentracije topljenca v določenem volumnu raztopine. Topljenec lahko predstavlja katerokoli molekulsko, ionsko ali atomsko zvrst. V termodinamiki uporaba molarne koncentracije ni najbolj priročna, saj je volumen večine raztopin rahlo temperaturno odvisen (največkrat se z naraščajočo temperaturo volumen raztopine poveča). Problem lahko rešimo z vpeljavo temperaturnih korekcijskih faktorjev, ali pa uporabimo temperaturno neodvisno merilo za koncentracijo - molalnost.

## Definicija
Molarna koncentracija je definirana kot množina topljenca v določenem volumnu raztopine:
{\displaystyle c_{raztopine}={\frac {n_{topljenca}}{V_{raztopine}}}={\frac {N_{topljenca}}{N_{\rm {A}}\cdot V_{raztopine}}}={\frac {C_{raztopine}}{N_{\rm {A}}}},}
kjer n predstavlja množino topljenca, N število delcev v danem volumnu V, razmerje N/V je številska koncentracija C in NA Avogadrovo število (približno 6,022×1023 mol−1).
Enostaven primer: 1 molarna raztopina = 1 M = 1 mol/liter.

## Enote
Po sistemu enot SI ima molarna koncentracija enote mol/m3, čeprav se v praktičnih aplikacijah in v literaturi tradicionalno uporablja enota mol/dm3 ali mol/L. Tradicionalne enote so večkrat označene z veliko črko M (izgovarjamo "molaren"), pred katero lahko zapišemo še red velikosti:
mol/m3 = 10-3 mol/dm3 = 10-3 mol/L = 10-3 M = 1 mM .
Milimolarna koncentracija se torej nanaša na mM (10−3 mol/L).